# Markvanga
Markvanga (Mystacornis crossleyi) är en fågel i familjen vangor inom ordningen tättingar.

## Utseende och läte
Markvangan är en brunryggig timalialiknande fågel. Hanen har svart huva, honan vit strupe. Sången består av en utdragen genomträngande vissling.

## Utbredning och systematik
Fågeln förekommer i täta regnskogar i östra Madagaskar. Den placeras som enda art i släktet Mystacornis. Tidigare placerades den bland timaliorna, men DNA-studier visar att den är en vanga.

## Levnadssätt
Markvangan hittas i regnskog på låga och medelhöga höjder. Den är en skygg och tillbakadragen fågel som promenerar på marken och genom täta snår. 

## Status
Arten har ett stort utbredningsområde och internationella naturvårdsunionen IUCN kategoriserar arten som livskraftig. Beståndsutvecklingen är dock oklar.

## Namn
Fågelns vetenskapliga artnamn hedrar Alfred Crossley (1829-1888), brittisk taxidermist, samlare av specimen i Kamerun, Rhodesia samt på Madagaskar.